# Снядка-Перша
Снядка-Перша (пол. Śniadka Pierwsza) — село в Польщі, у гміні Бодзентин Келецького повіту Свентокшиського воєводства.
У 1975-1998 роках село належало до Келецького воєводства.